# 克里斯蒂努-卡斯特罗
克里斯蒂努-卡斯特罗（葡萄牙語：Cristino Castro）是巴西皮奥伊州的一个市镇。总面积1848.69平方公里，总人口9526人，人口密度5.2人/平方公里。